# Todima fulvicincta
Todima fulvicincta es una especie de coleóptero de la familia Zopheridae.

## Distribución geográfica
Habita en Australia.